# Garry Agnew
Garry Hannah Agnew (* 27. Januar 1971 in Stranraer) ist ein ehemaliger schottischer Fußballspieler.

## Karriere
Agnew gehörte als Trainee (dt. Auszubildender) dem nordostenglischen Klub FC Middlesbrough an, bevor er zur Saison 1989/90 in den Profikader des Zweitligisten aufrückte, aber im Saisonverlauf ohne Pflichtspieleinsatz blieb. Anfang der Saison 1990/91 kehrte Agnew nach Schottland zurück und schloss sich dem FC Kilmarnock an. Auf der Linksverteidigerposition des Zweitligisten war zumeist der erfahrenere Tom Spence gesetzt, zu seinem ersten von vier Ligaeinsätzen in Folge kam Agnew per Einwechslung im Februar 1991 bei einem 1:1-Unentschieden gegen den FC Clyde.
In der Saisonpause verließ er Kilmarnock bereits nach einem Jahr wieder und wechselte innerhalb der Liga zu Ayr United, mit dem Klub stand er im Dezember 1991 im verlorenen Finale um den Scottish League Challenge Cup 1991/92 gegen Hamilton Academical (Endstand 0:1). Bis 1993 kam Agnew zu 53 Ligaeinsätzen und sieben Toren für Ayr United, bevor er im September 1993 wegen einer Leistenverletzung seine höherklassige Laufbahn beendete. In den folgenden Jahren spielte er noch im Junior football für Cumnock und die Craigmark Burntonians.
Seit dem Ende seiner aktiven Laufbahn ist Agnew als Trainer aktiv. Der Inhaber der A-Trainerlizenz der USSF und der B-Lizenz der UEFA ist dabei überwiegend im Jugendbereich in den Vereinigten Staaten tätig.